# 肯特樂團
肯特樂團（Kent）是個1990年發跡於埃斯基爾斯蒂納的瑞典樂團。樂團原名Coca-Cola Kids，在接連換了團名Jones & Giftet（Jones & the Poison）、Havsänglar（Angel sharks，字面意思則是Sea angels）後，樂團終於定名為Kent並沿用至今。自單曲〈Kräm (så nära får ingen gå)〉的一舉成名後，2007年肯特樂團已是瑞典最知名的樂團之一，並在斯堪地納維亞等地享有一定的知名度。肯特樂團曾試圖拓展海外市場，1998、2000年分別發表了《Isola》 與《Hagnesta Hill》的英文版專輯，並在美國舉行了巡迴演唱會，但在成效不如預期的情況下放棄站上國際舞台的計畫，選擇繼續努力在斯堪地納維亞地區的耕耘，接著發表了三張專輯和一張EP。肯特樂團已經累計了超過一百萬張的唱片銷售量。

## 音樂作品

### 錄音室專輯
- Kent （1995）
- Verkligen （1996）
- Isola （1997）
- Isola （英文版，1998）
- Hagnesta Hill （1999）
- Hagnesta Hill （英文版，2000）
- Vapen & ammunition （2002）
- Du & jag döden （2005）
- Tillbaka till samtiden （2007）
- Röd （2009）
- En plats i solen （2010）
- Jag Är Inte Rädd För Mörkret （2012）
- Tigerdrottningen （2014）
- Då Som Nu För Alltid （2016）

### EP
- The Hjärta & Smärta EP （2005）

### 合輯
- B-sidor 95–00 （2000）
- Box 1991–2008 （2008）

## 成員

### 成員
- 喬金·伯格（Joakim Berg） – 主唱、吉他
- 馬汀·史庫德（Martin Sköld） – 貝斯、鍵盤
- 馬庫斯·穆斯托寧（Markus Mustonen） – 鼓、合音、鍵盤、鋼琴
- 薩米·塞維歐（Sami Sirviö） – 主奏吉他、鍵盤

### 已離團成員
- 哈里·曼提（Harri Mänty） – 節奏吉他、編曲、打擊樂器（1996–2006）
- 托馬斯·伯奎維茲（Thomas Bergqvist） – 鍵盤（1990–1992）
- 馬汀·路思（Martin Roos） – 節奏吉他（1992–1995）

### 演唱會成員
- 安德瑞斯·伯文（Andreas Bovin） - 鍵盤、合成器、樣品、演唱會製作、吉他
- 馬克思·布蘭德茲（Max Brandt） - 吉他

## 相關網站
- 官方網站 （页面存档备份，存于）
- 英文官方網站 （页面存档备份，存于）
- 肯特樂團歌曲的英文翻譯 （页面存档备份，存于）
- 肯特樂團 （页面存档备份，存于）在MySpace